# Sep Visser
Josep Visser, detto Sep (Zeewolde, 14 dicembre 1990), è un rugbista a 15 olandese, tre quarti ala del club inglese del Tynedale RFC di Corbridge; fratello di Visser, a differenza di questi, che milita nella Scozia, rappresenta i Paesi Bassi a livello internazionale.